# 1993 GR
1993 GR är en asteroid i huvudbältet som upptäcktes den 15 april 1993 av de båda japanska astronomerna Seiji Ueda och Hiroshi Kaneda i Kushiro.
Asteroiden har en diameter på ungefär 11 kilometer.